# Symposion (literatura)
Symposion (řecky Συμπόσιον, latinsky Symposium) je literární žánr antické literatury využívající motiv fiktivní hostiny, během níž nebo na jejímž závěru účastníci proslovují řeči na určité zvolené téma. Námětově jsou proto symposia velmi rozmanitá a řazením epizod a témat mohou být velice volná. Klasickými autory tohoto žánru jsou Platón, obvykle pokládaný za jeho zakladatele, a Xenofón, z nichž každý je autorem vlastního stejnojmenného díla pokládaného později za vzorové; František Novotný se ovšem domníval, že „je spravedlivo uvádět oba… za původce tohoto literárního druhu, zvláště když není jisto, které z obou Symposií bylo napsáno dříve.“ Ve vnější stránce symposií se ovšem výrazně projevoval vliv Platónava dialogu. Mimořádné obliby žánr nabyl v pozdní antice, kdy se objevuje jak v pohanské, tak křesťanské literatuře. Hlavními přednostmi žánru jsou spojení epického a explicitně naučného prvku a možnost vážná témata prokládat odlehčujícími prvky (např. žerty nebo téměř prostoduchými poznámkami) a učinit je tak čtenářsky přijatelnějšími.

## Charakteristika žánru
Rámec hostiny dává příběhu vcelku poklidný a komorní děj – je místem setkání uzavřené společnosti, v níž se každý s každým dobře zná. Je proto příležitostí k družnosti a sdílení, nikoli k zásadním epickým konfliktům, kritice či dokonce polemice.

## Žánrová pravidla
Pro dosažení žádoucího účinku symposia využívají několik charakteristických a relativně stálých prostředků. Ústředním motivem a sjednocujícím rámcem je hostina či přímo pitka, při níž účastníci pronášejí své řeči. Nemusí jít nutně o hostinu skutečnou; autoři někdy ani neskrývají, že jde o literární fikci. Velký význam a obecnou srozumitelnost kontextu hostiny pro žánr dokládá v pozdně antickém křesťanském symposiu Méthodios z Olympu, když vědomě usiluje o překonání a popření symposia Platónova a Symposion o cudnosti koncipuje jako naprostý protiklad; proto vše obvyklé převrací a místo mužů nechává rozmlouvat panny, děj umísťuje nikoli do hodovního sálu, ale do zahrady a literární motivací výpovědí se namísto opilosti stává střízlivost.
Symposion má formu nepřímého vyprávění: zprávu o hostině podává buď některý její účastník nebo třetí osoba, která dění zná jen z doslechu. To autorovi umožňuje vedle zachycení vlastních řečí sledovat i jejich kontext či podávat doplňující vysvětlení a umocnit tak vyznění díla. Vylíčení samotného děje na hostině, které tvoří epickou složku díla, se většinou objevuje na začátku a na konci textu a bývá stručné a konvenční, může však nabýt velké důležitosti. Např. Macrobius v Saturnáliích podává děj na hostině spíše jen náznakově a výslovně zdůrazňuje jejich naukovou a didaktickou složku, které podřizuje všechny ostatní, zatímco Petroniova Hostina u Trimalchiona právě prostřednictvím četných obrazů pozlátka luxusu a okázalé opulentnosti v kontrastu s nesmysly tlachanými ve vulgární latině, jimiž symposiasté nechtěně dokládají své nízké myšlenkové obzory, dosahuje satiricky humorného efektu.
Dalším významným prvkem žánru je využití postavy nezvaného hosta. Jeho vpád do debatující společnosti na jedné straně naruší doposud poklidnou atmosféru hostiny a oživuje tak epický děj symposií, na straně druhé může vnést nový prvek naukový – nezvaný host často buď vyslovuje vlastní nové názory k tématu a dává mu tak nový rozměr, nebo je oponentem názorů už vyřčených, čímž účastníkům umožňuje rozvinout jejich myšlenky. Také tento motiv jednotliví autoři využívají různě: Xenofón nechává ve svém Symposiu bez pozvání přijít šprýmaře Filippa a tak dojde prostě jen k umocnění rozmarné atmosféry, jíž je celý spis nesen, zatímco u Platóna vstup opilého Alkibiada působí dramatický zvrat. Postava Macrobiova Euangela se naproti tomu často jeví „jako autorský trik používaný mechanicky kdykoli, když je třeba předem vyvrátit námitku, kterou by mohl proti výkladům vznést čtenář nebo kritik.“

## Zachované texty
Platón: Symposion

Xenofón: Symposion

Petronius: Hostina u Trimalchiona (součást Satirikonu)

Plútarchos: Hostina sedmi mudrců

Athénaios: Hostina sofistů

Iulianus: Hostina císařů

Macrobius: Saturnálie
Méthodios z Olympu: Symposion o cudnosti
Martianus Capella: O sňatku Filologie a Merkura